# Roncocreagris lucensis
Espèce
Roncocreagris lucensis est une espèce de pseudoscorpions de la famille des Neobisiidae.

## Distribution
Cette espèce est endémique de Galice en Espagne. Elle se rencontre à Ribadeo dans la grotte Cova do Santalla.

## Description
La femelle holotype mesure 2,39 mm.

## Étymologie
Son nom d'espèce, composé de luc[us augusti] et du suffixe latin -ensis, « qui vit dans, qui habite », lui a été donné en référence au lieu de sa découverte, la province de Lugo.

## Publication originale
- Zaragoza, 2002 : Dos nuevos Roncocreagris cavernícolas de Galicia (Arachnida, Pseudoscorpiones, Neobisiidae). Revista Iberica de Aracnologia, vol. 5, no 1, p. 91-98 (texte intégral).